# Gao Shuying
Pour les articles homonymes, voir Gao.
Dans ce nom chinois, le nom de famille, Gao, précède le nom personnel.
Gao Shuying (en chinois : 高淑英 ; pinyin : Gāo Shúyīng, née le 28 octobre 1979 à Qingdao dans la province du Shandong) est une athlète chinoise, spécialiste du saut à la perche.

## Biographie

### Palmarès
| Date | Compétition                   | Lieu     | Résultat | Performance |
| ---- | ----------------------------- | -------- | -------- | ----------- |
| 1998 | Championnats du monde juniors | Annecy   | 8e       | 3,90 m      |
| 2000 | Jeux olympiques               | Sydney   | 10e      | 4,15 m      |
| 2001 | Jeux de l'Asie de l'Est       | Osaka    | 1re      | 4,20 m      |
| 2001 | Universiade                   | Pékin    | 1re      | 4,52 m      |
| 2001 | Championnats du monde         | Edmonton | 5e       | 4,50 m      |
| 2002 | Championnats d'Asie           | Colombo  | 1re      | 4,20 m      |
| 2002 | Coupe du monde des nations    | Madrid   | 4e       | 4,30 m      |
| 2002 | Jeux asiatiques               | Busan    | 1re      | 4,35 m      |
| 2003 | Championnats du monde         | Paris    | 9e       | 4,35 m      |
| 2005 | Championnats du monde         | Helsinki | 5e       | 4,50 m      |
| 2005 | Championnats d'Asie           | Incheon  | 1re      | 4,53 m      |
| 2005 | Jeux de l'Asie de l'Est       | Macao    | 2e       | 4,30 m      |
| 2006 | Coupe du monde des nations    | Athènes  | 3e       | 4,50 m      |
| 2006 | Jeux asiatiques               | Doha     | 1re      | 4,30 m      |
| 2008 | Jeux olympiques               | Pékin    | 12e      | 4,45 m      |

### Records
Son meilleur saut est de 4,64 m, performance réalisée en 2007 à New York. Elle a battu neuf records d'Asie entre 2000 et 2007.